# Alexandre Lacaze
Pour les articles homonymes, voir Lacaze.
Pas d'image ? Cliquez ici

a Compétitions nationales et continentales officielles uniquement.

b Matchs officiels uniquement.
Dernière mise à jour le 15 février 2020.
Alexandre Lacaze, né le 24 juillet 1989, est un joueur français de rugby à XV qui évolue aux postes de centre et de demi d'ouverture.

## Biographie
Alexandre Lacaze, pratiquant le rugby à XV depuis l'âge de cinq ans, est formé au Stade langonnais,.
Il joue plus tard avec l'Union sportive dacquoise. Alors qu'il joue en catégorie espoir durant la saison 2009-2010, il dispute ses premières rencontres au niveau professionnel en Pro D2, en parallèle de ses études de géomètre-topographe.
Il est appelé à porter le maillot de l'équipe de France de rugby à sept, en marge de l'édition 2010 du tournoi de rugby à sept avec l'équipe réserve « développement ». Il dispute également les tournois de Singapour et Rome.
Il quitte l'US Dax à l'intersaison 2012, après trois saisons disputées au haut niveau et ayant signé entre-temps un contrat professionnel ; il signe ainsi avec l'US Marmande en Fédérale 1. Habitué au poste de centre, il évolue dans son nouveau club en tant que demi d'ouverture.
Un an plus tard, il rejoint son club formateur, le Stade langonnais, jouant également en Fédérale 1 ; il évolue à nouveau en tant que centre et exerce au niveau extra-sportif le métier de géomètre-topographe. En conséquence de la relégation du club girondin en Fédérale 2 et de la mise à l'écart de l'entraîneur Sylvain Mirande, de nombreux joueurs quittent le club à l'intersaison 2019, dont Lacaze après cinq saisons à Langon, et met fin à sa carrière de joueur.